# Monostorpályi
Monostorpályi is een plaats (község) en gemeente in het Hongaarse comitaat Hajdú-Bihar. Monostorpályi telt 2236 inwoners (2001).